# Puchar Świata w narciarstwie alpejskim mężczyzn 1980/1981
Puchar Świata w narciarstwie alpejskim mężczyzn sezon 1980/1981 to 15 edycja tej imprezy. Cykl ten rozpoczął się we francuskim Val d’Isère 7 grudnia 1980 roku, a zakończył 28 marca 1981 roku w szwajcarskim Laax. 

## Podium zawodów

### indywidualnie
| Lp  | Data             | Miejsce                | Konkurencja | Zwycięzca           | 2. miejsce                      | 3. miejsce             |
| 1.  | 7 grudnia 1980   | Val d’Isère            | zjazd       | Uli Spieß           | Ken Read                        | Steve Podborski        |
| 2.  | 9 grudnia 1980   | Madonna di Campiglio   | slalom      | Ingemar Stenmark    | Paul Frommelt                   | Bojan Križaj           |
| 3.  | 10 grudnia 1980  | Madonna di Campiglio   | gigant      | Ingemar Stenmark    | Aleksandr Żyrow                 | Gerhard Jäger          |
| 4.  | 14 grudnia 1980  | Val Gardena            | zjazd       | Peter Müller        | Harti Weirather                 | Steve Podborski        |
| 5.  | 14 grudnia 1980  | Val Gardena            | kombinacja  | Peter Müller        | Leonhard Stock                  | Andreas Wenzel         |
| 6.  | 15 grudnia 1980  | Val Gardena            | zjazd       | Harti Weirather     | Uli Spieß                       | Peter Müller           |
| 7.  | 21 grudnia 1980  | St. Moritz             | zjazd       | Steve Podborski     | Peter Wirnsberger               | Peter Müller           |
| 8.  | 4 stycznia 1981  | Ebnat-Kappel           | gigant      | Christian Orlainsky | Hans Enn                        | Jean-Luc Fournier      |
| 9.  | 4 stycznia 1981  | Ebnat-Kappel           | kombinacja  | Andreas Wenzel      | Hans Enn                        | Phil Mahre             |
| 10. | 6 stycznia 1981  | Morzine                | gigant      | Ingemar Stenmark    | Joël Gaspoz                     | Bojan Križaj           |
| 11. | 10 stycznia 1981 | Garmisch-Partenkirchen | zjazd       | Steve Podborski     | Peter Müller                    | Harti Weirather        |
| 12. | 10 stycznia 1981 | Garmisch-Partenkirchen | kombinacja  | Phil Mahre          | Peter Müller                    | Andreas Wenzel         |
| 13. | 11 stycznia 1981 | Garmisch-Partenkirchen | slalom      | Steve Mahre         | Petyr Popangełow                | Paul Frommelt          |
| 14. | 13 stycznia 1981 | Oberstaufen            | slalom      | Paul Frommelt       | Ingemar Stenmark                | Steve Mahre            |
| 15. | 17 stycznia 1981 | Kitzbühel              | zjazd       | Steve Podborski     | Peter Müller                    | Peter Wirnsberger      |
| 16. | 17 stycznia 1981 | Kitzbühel              | kombinacja  | Phil Mahre          | Steve Mahre                     | Ingemar Stenmark       |
| 17. | 18 stycznia 1981 | Kitzbühel              | slalom      | Ingemar Stenmark    | Władimir Andriejew              | Christian Orlainsky    |
| 18. | 24 stycznia 1981 | Wengen                 | zjazd       | Toni Bürgler        | Harti Weirather                 | Steve Podborski        |
| 19. | 25 stycznia 1981 | Wengen                 | slalom      | Bojan Križaj        | Marc Girardelli                 | Ingemar Stenmark       |
| 20. | 26 stycznia 1981 | Adelboden              | gigant      | Ingemar Stenmark    | Boris Strel Christian Orlainsky |                        |
| 21. | 31 stycznia 1981 | St. Anton am Arlberg   | zjazd       | Harti Weirather     | Peter Wirnsberger               | Steve Podborski        |
| 22. | 1 lutego 1981    | St. Anton am Arlberg   | slalom      | Steve Mahre         | Phil Mahre                      | Jarle Halsnes          |
| 23. | 1 lutego 1981    | St. Anton am Arlberg   | kombinacja  | Phil Mahre          | Herbert Plank                   | Herbert Renoth         |
| 24. | 2 lutego 1981    | Schladming             | gigant      | Ingemar Stenmark    | Hans Enn                        | Jean-Luc Fournier      |
| 25. | 8 lutego 1981    | Oslo                   | slalom      | Ingemar Stenmark    | Bengt Fjällberg                 | Władimir Andriejew     |
| 26. | 11 lutego 1981   | Voss                   | gigant      | Ingemar Stenmark    | Aleksandr Żyrow                 | Bruno Nöckler          |
| 27. | 14 lutego 1981   | Åre                    | gigant      | Ingemar Stenmark    | Aleksandr Żyrow                 | Phil Mahre             |
| 28. | 15 lutego 1981   | Åre                    | slalom      | Phil Mahre          | Ingemar Stenmark                | Franz Gruber           |
| 29. | 5 marca 1981     | Aspen                  | zjazd       | Walerij Cyganow     | Harti Weirather                 | Gerhard Pfaffenbichler |
| 30. | 6 marca 1981     | Aspen                  | zjazd       | Harti Weirather     | Steve Podborski                 | Franz Heinzer          |
| 31. | 7 marca 1981     | Aspen                  | gigant      | Phil Mahre          | Ingemar Stenmark                | Steve Mahre            |
| 32. | 14 marca 1981    | Furano                 | gigant      | Aleksandr Żyrow     | Gerhard Jäger                   | Ingemar Stenmark       |
| 33. | 15 marca 1981    | Furano                 | slalom      | Phil Mahre          | Bojan Križaj                    | Ingemar Stenmark       |
| 34. | 24 marca 1981    | Borowec                | gigant      | Aleksandr Żyrow     | Ingemar Stenmark                | Joël Gaspoz            |
| 35. | 25 marca 1981    | Borowec                | slalom      | Aleksandr Żyrow     | Steve Mahre                     | Phil Mahre             |
| 36. | 28 marca 1981    | Laax                   | gigant      | Aleksandr Żyrow     | Phil Mahre                      | Ingemar Stenmark       |

## Końcowa klasyfikacja generalna
| Miejsce | Zawodnik            | Punkty |
| ------- | ------------------- | ------ |
| 1.      | Phil Mahre          | 266    |
| 2.      | Ingemar Stenmark    | 260    |
| 3.      | Aleksandr Żyrow     | 185    |
| 4.      | Steve Mahre         | 155    |
| 5.      | Peter Müller        | 140    |
| 6.      | Bojan Križaj        | 137    |
| 7.      | Andreas Wenzel      | 130    |
| 8.      | Harti Weirather     | 115    |
| 9.      | Steve Podborski     | 110    |
| 10.     | Christian Orlainsky | 105    |

### Zjazd (po 10 z 10 konkurencji)
| Miejsce | Zawodnik          | Punkty |
| ------- | ----------------- | ------ |
| 1.      | Harti Weirather   | 115    |
| 2.      | Steve Podborski   | 110    |
| 3.      | Peter Müller      | 95     |
| 4.      | Peter Wirnsberger | 73     |
| 5.      | Uli Spieß         | 56     |

### Slalom gigant (po 11 z 11 konkurencji)
| Miejsce | Zawodnik          | Punkty |
| ------- | ----------------- | ------ |
| 1.      | Ingemar Stenmark  | 125    |
| 2.      | Aleksandr Żyrow   | 115    |
| 3.      | Phil Mahre        | 84     |
| 4.      | Joël Gaspoz       | 71     |
| 5.      | Jean-Luc Fournier | 62     |

### Slalom (po 10 z 10 konkurencji)
| Miejsce | Zawodnik         | Punkty |
| ------- | ---------------- | ------ |
| 1.      | Ingemar Stenmark | 120    |
| 2.      | Phil Mahre       | 97     |
| 3.      | Bojan Križaj     | 80     |
| 3.      | Steve Mahre      | 80     |
| 5.      | Paul Frommelt    | 77     |

### Kombinacja (po 5 z 5 konkurencji)
| Miejsce | Zawodnik       | Punkty |
| ------- | -------------- | ------ |
| 1.      | Phil Mahre     | 102    |
| 2.      | Andreas Wenzel | 55     |
| 3.      | Peter Müller   | 45     |
| 4.      | Hans Enn       | 31     |
| 5.      | Steve Mahre    | 29     |

### Drużynowo
| Miejsce | Kraj              | Punkty |
| ------- | ----------------- | ------ |
| 1.      | Austria           | 972    |
| 2.      | Szwajcaria        | 643    |
| 3.      | Stany Zjednoczone | 487    |
| 4.      | Szwecja           | 374    |
| 5.      | ZSRR              | 356    |